# Deeply Disturbed
Deeply Disturbed è un singolo degli Infected Mushroom pubblicato nel 2003 da Brand New Entertainment, estratto dall'album Converting Vegetarians.

## Tracce
1. "Deeply Disturbed" (Edit Mix) – 3:50
2. "Deeply Disturbed" (Yahel Remix) – 7:33
3. "Deeply Disturbed" (Violet Vision Remix) – 6:10
4. "Deeply Disturbed" (Original) – 8:22
5. "Drop Out"  – 5:23